# 로만 조줄랴 (축구 선수)
로만 비야체슬라보비치 조줄랴(우크라이나어: Рома́н В'ячесла́вович Зозу́ля, 1989년 11월 17일~)는 우크라이나의 축구 선수로 포지션은 스트라이커이다. 현재 프리메라 페데라시온의 팀인 CF 라요 마하다온다 소속으로 활동하고 있다.
국가대항전에서는 우크라이나 축구 국가대표팀 소속으로 활동했으며 UEFA 유로 2016 대회에 우크라이나 대표팀 소속으로 참가했다.

## 구단 경력
그는 디나모-3, 디나모-2 과정을 거친 디나모 키이우의 유소년팀 출신이다. 2008-09 시즌부터 그는 1군 팀에서 활약하기 시작했다. 2011년 그는 드니프로 드니프로페트로우스크로 팀을 옮기게 된다.

## 국가대표팀 경력
2010년에 6월 2일 노르웨이와의 친선 경기를 통해 우크라이나 대표팀 선수로서 A매치에 첫 출전했다. 그는 해당 경기에서 득점을 기록하면서 1-0 승리에 기여했다.
2016년에는 UEFA 유로 2016 대회에 우크라이나 국가대표 선수로 참가했다.

## 수상
드니프로 드니프로페트로우스크
- UEFA 유로파리그 준우승: 2014–15